# Martínovka (Stàvropol)
|  | Per a altres significats, vegeu «Martínovka». |

Martínovka (en rus: Мартыновка) és un poble del krai de Stàvropol, a Rússia, que en el cens del 2010 tenia 315 habitants. Pertany al districte rural de Petrovski.